# Диалло, Абдулайе (дзюдоист)
Абдулайе Диалло (англ. Abdoulaye Diallo; род. 1 июня 1951) — гвинейский дзюдоист. Участник летних Олимпийских игр 1980 и 1984 годов.

## Биография
Абдулайе Диалло родился 1 июня 1951 года.
В 1980 году вошёл в состав сборной Гвинеи на летних Олимпийских играх в Москве. В весовой категории до 71 кг в 1/8 финала группового этапа проиграл на 2-й минуте будущему бронзовому призёру Равдангийну Даваадалаю из Монголии.
В 1984 году вошёл в состав сборной Гвинеи на летних Олимпийских играх в Лос-Анджелесе. В весовой категории до 78 кг в 1/8 финала группового этапа проиграл на 2-й минуте Антониу Рокете из Португалии. Был единственным спортсменом в делегации Гвинеи.